# Слабеев, Игорь Семёнович
Игорь Семенович Слабеев (27 июня 1923, Киев — 12 февраля 1989, Киев) — советский историк, кандидат исторических наук, исследователь социально-экономического развития Украины XVIII — первой половины XIX века, краевед.

## Биография
Родился 27 июня 1923 года в Киеве. В 1941-1945 годах работал чернорабочим в шахтах Сталинской области, окончил Омское военное училище, служил в Красной армии. Участник Великой Отечественной войны, инвалид третьей группы.
В 1950 году окончил исторический факультет Киевского государственного университета. В 1950-1951 годах — руководитель лекторской группы ЦК ЛКСМ Украины. В 1951-1952 годах  — младший научный сотрудник военно-исторического отдела, в 1952-1954 годах — младший научный сотрудник отдела истории советского периода, в 1954-1962 годах — младший научный сотрудник отдела истории капитализма Института истории АН УССР. В 1953-1954 годах — исполняющий обязанности ученого секретаря института. В 1961 году в Киевском университете под руководством доктора исторических наук И. А. Гуржия защитил кандидатскую диссертацию на тему: «Торгово-транспортный (млечный) промысел и его роль в социально-экономическом развитии Украины XVIII — первой половины XIX вв.».
В 1962-1963 годах  — ученый секретарь Бюро отдела общественных наук АН УССР. В 1963-1967 годах  — старший научный сотрудник, в 1967-1979 годах — заведующий отделом истории городов и сел, одновременно в 1974-1977 годах — заместитель директора Института по научной работе, в 1979-1986 годах — старший научный сотрудник отдела истории дружбы народов Института истории АН УССР.
Умер в Киеве 12 февраля 1989 года.

## Труды
Автор более 50 трудов, в частности:
- Из истории первоначального накопления капитала на Украине (чумацкий промысел и его роль в социально-экономическом развитии Украины XVIII — первой половины XIX века). — Киев, 1964.

## Награды
Заслуженный работник культуры УССР (с 1975 года), лауреат Государственной премии СССР в области науки и техники за участие в подготовке 26-томной «Истории городов и сел Украинской ССР» (1976 год).
Награждён орденами Отечественной войны 1 и 2 степеней, медалями, Почетной Грамотой Президиума Верховного Совета Украинской ССР.